# Poul Christian Stemann
Poul Christian Stemann, född den 14 april 1764 i Köpenhamn, död den 25 november 1855, var dansk statsman, son till Christian Ludvig Stemann.
År 1780 blev han student, 1781 juris kandidat, 1784 kommitterad i bergskollegiet, men fick kort därpå avsked därifrån, 1789 assessor i Højesteret, 1798 amtman i Sorø och 1803 därjämte direktör vid Sorø akademi. Han skötte akademins gods och penningaffärer med utmärkt skicklighet och visade lika stor duglighet i amtets förvaltning, varför han ofta togs till råds av regeringen vid viktiga avgöranden eller nya lagstiftningsspörsmål; men han styrde med ovanlig stränghet och oböjlig energi.
År 1815 blev han geheimeråd samt 1827 geheimestatsminister, justitieminister och president i danska kansliet. Han utvecklade även på denna plats stor kraft, genomförde ordning samt rensade ämbetsmannaståndet från dåliga element. Men han var en avgjord anhängare av enväldet och avrådde därför Fredrik VI från att inkalla en ståndsrepresentation, utom i det tyska förbundslandet Holstein. Sedan 1827 var Stemann direktör för Herlufsholm.
Under Kristian VIII var det främst Stemann, som bekämpade frihetsrörelsen och förföljde pressen, under det att han som varm fosterlandsvän hade väsentlig del i det öppna brevet av 1846, som uttalade, att Slesvig likaväl som konungariket stode under kongelovens arvsföljd. Vid Kristian VIII:s död i januari 1848 gick Stemann över till Fredrik VII:s råd, men var då sjuklig och kunde ej besluta sig för några allvarliga mått och steg mot det hotande upproret i Holstein. Han avgick vid ministärförändringen 21 mars; men stod helt säkert bakom Wegener, då denne 1852 krävde, att kongelovens arvsföljd skulle bevaras.